# INOCOLOGY
『INOCOLOGY』（イノコロジー）は、INO hidefumi (猪野秀史)が2009年に発表した3作目のフル・アルバムである。

## 収録曲
1. 球体 (作曲: 猪野秀史)
2. コスモコロジー (作曲: 猪野秀史)
3. 黄金の波 (作曲: 猪野秀史)
4. イノセントデビル (作曲: 猪野秀史)
5. 蟻の葬列 (作曲: 猪野秀史)
6. 失われたもの (作曲: 猪野秀史)
7. 楕円 (作曲: 猪野秀史)
8. 宇宙てふてふ (作曲: 猪野秀史)
9. イノセントエンジェル (作曲: 猪野秀史)
10. 群青世界 (作曲: 猪野秀史)
11. 球体のかけら (作曲: 猪野秀史)